# Tempio Jigenji
Jigen-ji è un tempio fondato nel primo periodo edo da Ryogenin Nismori. Sito originariamente nell'odierno quartiere speciale di Kōtō, venne spostato, in seguito alle inondazioni del 1907, 1910 e 1912, nella sua posizione attuale.
Parte del complesso cimiteriale di Somei, è famoso per ospitare tombe eccellenti come quella di Jun'ichirō Tanizaki, Ryūnosuke Akutagawa e Shiba Kōkan.